# 赤才
赤才（学名：Erioglossum rubiginosum）为无患子科赤才属下的一个种。